# Agente CNS
CNS, é uma mistura química constituída por 38,4% Cloropicrina, 38,4% Clorofórmio e 23% Cloroacetofenona, é uma potente mistura usada para causar atordoamento pela sua ação nauseante, é uma das principais misturas na qual se utiliza o Cloroacetofenona (CN), em temperatura ambiente e condições normais é um liquido volátil, irritante e picante com cheiro de papel mata-mosca, na forma pura apresenta em liquido incolor, mas geralmente é usado em operações militares na forma de liquido, possui um ponto de fusão de 2 graus Celsius, com precipitação de cristais de Cloroacetofenona, possui um ponto de ebulição que variado que inicia dos 60 graus Celsius para os 247 graus Celsius, possui uma persistência baixa em ambientes abertos, possuindo persistência de menos de uma hora em ambientes abertos, em ambientes fechados e mal ventilados tende a persistir por um dia ou mais. CNS é uma potente mistura de ação lacrimogênea, é irritante em todos os meios de exposição, especialmente irritante aos olhos e trato respiratório, possui efeito nauseante e alto poder de incapacitação, sendo altamente efetiva para dispersas multidões e a mais efetiva entre as misturas CNC e CNB, esta mistura possui alto poder de penetração sobre a roupa devido a presença do Clorofórmio, é considerado mais potente que o uso de CN sozinho, a toxicidade de CNS é maior que de CN sozinho devido a mistura conter Cloropicrina, a aspiração dos vapores em locais confinados pode causar desmaios devido ao Clorofórmio.

## História
O CNS foi formulado após a primeira guerra mundial, é uma potente mistura irritante, porém, é mais conhecida por sua ação nauseante, é altamente efetiva para dispersar multidões, possui alto poder para causar incapacitação, em operações militares ou em combate utiliza-se maiores concentrações de Cloropicrina para maior poder incapacitante, CNS entrou no lugar da CNB mistura.